# Église Santa Maria del Tempio de Parme
L'église Santa Maria del Tempio (Sainte-Marie-du-Temple), est une église, désormais désacralisée, de la ville de Parme en Italie. Elle se trouve rue Bixio.

## Histoire
L'église, avec son couvent annexe, a été fondée par les Templiers et les premières sources la mentionnant datent de 1230. Après la suppression des Templiers en 1312, l'église passe aux Hospitaliers de l'ordre de Saint-Jean de Jérusalem, puis en 1527 aux amadéites (branche de franciscains réformés), qui lui donnent le vocable de Santa Maria della Pace.
En 1575, l'église et son couvent passent aux capucins qui les consacrent à sainte Marie-Madeleine. La famille Farnèse protège le couvent et l'église où ils se font enterrer depuis le duc Alexandre vêtus de la bure des capucins.

## Description
L'intérieur de l'église conventuelle est à nef unique avec quatre chapelles latérales de chaque côté.
On remarquait au-dessus du maître-autel une Pietà avec des saints du Carrache ; elle a été confisquée par les Français en 1799, emmenée à Paris et restituée par Louis XVIII en 1816. Elle se trouve aujourd'hui à la Galleria nazionale de Parme; en haut du tableau d'autel il y avait une figure de Dieu le Père, attribuée à l'un des Carrache ou au Guerchin, qui a été transférée à l'église Sainte-Catherine.
D'autres tableaux provenant de cette église se trouvent aujourd'hui à la Galleria nazionale :  Madeleine adorant la Croix de Pittoni, qui se trouvait dans la deuxième chapelle à droite; le tableau des Saint Fidèle de Sigmaringen et saint Joseph de Leonessa piétinant l'hérésie de Giambattista Tiepolo, qui se trouvait dans la quatrième chapelle à droite; L'Immaculée Conception avec des saints de Piazzetta se trouvait dans la deuxième chapelle de gauche.
L'église conventuelle conservait aussi des tableaux de Semplice de Vérone.
C'est à l'époque napoléonienne que le couvent commence à péricliter, puisque les lois suppriment les ordres religieux. Les capucins sont supprimés en 1810. Ils retrouvent leur couvent en 1816 grâce à Filippo Magawly Cerati, mais en sont encore chassés à cause des lois confiscatoires du gouvernement de la maison de Savoie. Ils retournent à Parme en 1877, mais la commune leur refuse le droit de récupérer leur antique couvent. Ils s'installent alors dans l'ancien monastère des dames augustines, au couvent Sainte-Catherine.
Après avoir abrité l'assistance publique de Parme, l'ensemble  est un siège de l'ARCI (Associazione Ricreativa e Culturale Italiana), association pour la promotion sociale des personnes défavorisées. L'église est désacralisée.

## Source de la traduction
- (it) Cet article est partiellement ou en totalité issu de l’article de Wikipédia en italien intitulé « Chiesa di Santa Maria del Tempio (Parma) » (voir la liste des auteurs).